# کارنالووو
کارنالووو (به بلغاری: Karnalovo) یک منطقهٔ مسکونی در بلغارستان است که در شهرستان پتریچ واقع شده‌است.